# Reazione aldolica
La reazione aldolica è una reazione in cui due molecole di un'aldeide o di un chetone, che abbiano almeno un atomo di idrogeno in posizione α al gruppo carbonilico (C=O), si combinano tra loro formando una β-idrossialdeide o un β-idrossichetone. Inoltre, il prodotto formatosi, comunemente chiamato aldolo, essendo molto instabile, può disidratare, ossia perdere una molecola di acqua e convertirsi nel corrispondente composto insaturo coniugato, ossia in un'aldeide α-β insatura o in un chetone α-β insaturo.
È possibile anche condurre una condensazione aldolica incrociata tra due aldeidi o chetoni diversi, a patto che uno di essi non abbia atomi di idrogeno in posizione α.

## Scoperta
La reazione fu scoperta in modo indipendente dal chimico russo Alexander Borodin nel 1869 e dal chimico francese Charles-Adolphe Wurtz nel 1872.
La reazione combina due composti carbonilici (l'esperimento originale di Borodin utilizzava aldeidi) per formare un composto β-idrossicarbonilico. Questi prodotti sono noto come aldoli, contrazione di aldeide+alcool, e si trovano anche in importanti molecole sia naturali che sintetiche.

## Catalisi
La reazione richiede la presenza di un catalizzatore basico o acido.
In condizioni di catalisi basica, la reazione avviene per via dell'acidità degli atomi di idrogeno in posizione α rispetto al doppio legame carbonio-ossigeno: tali atomi di idrogeno vengono rimossi dalle basi con relativa facilità perché l'anione che si forma è stabilizzato per risonanza.
L'anione quindi si somma al doppio legame C=O formando uno ione alcolato che sottraendo uno ione H+ all'acqua si converte nel prodotto finale e ripristina il catalizzatore basico.
I catalizzatori acidi, invece, agiscono protonando il carbonile di una delle due molecole coinvolte e quindi favorendo l'attacco nucleofilo da parte dell'altra.

## Vantaggi e svantaggi
A causa della presenza del motivo aldolico in molte molecole naturali o dotate di attività biologica, questa addizione è una delle reazioni più utilizzate nella costruzione di prodotti stereochimicamente complessi: la formazione del nuovo legame carbonio–carbonio, infatti, può generare fino a due stereocentri adiacenti.
La condensazione aldolica, però, presenta anche alcuni svantaggi: reversibilità, formazione di sottoprodotti generati dalla disidratazione degli aldoli, e assenza di chemoselettività, regioselettività e stereoselettività nelle versioni più semplici della reazione. Per risolvere tali problemi sono state elaborate nuove versioni della reazione basate sugli enol equivalenti, cioè su composti preformati equivalenti agli intermedi solitamente generati dall'intervento dei catalizzatori acidi o basici: una di queste è la reazione aldolica di Mukaiyama, che coinvolge trimetilsilil enol eteri o trimetilsilil acetali di cheteni.

## Stereoselettività
Utilizzando reagenti specifici è possibile ottenere un alto controllo della stereoselettività. La reazione aldolica viene infatti utilizzata in molte sintesi chimiche in quanto è in grado di introdurre nuovi centri chirali. In alcune modificazioni è addirittura possibile creare un solo enantiomero da un composto inizialmente non chirale utilizzando un ausiliario.

### Modello di Zimmerman-Traxler
Uno dei metodi più importanti per predire la stereoselettività di una reazione aldolica è utilizzare il modello di Zimmerman-Traxler. Questo modello fu proposto nel 1957 da due chimici statunitensi. Lo stato di transizione della reazione ha la forma di un cicloesano con conformazione a sedia. Il doppio legame dell'enolato del chetone può avere geometria cis o trans rispetto all'atomo di ossigeno del carbonile. L'enolato trans formerà il prodotto con relazione anti fra la catena del chetone e il gruppo ossidrile risultante dall'attacco dell'aldeide. L'enolato cis formerà invece il prodotto con relazione sin.

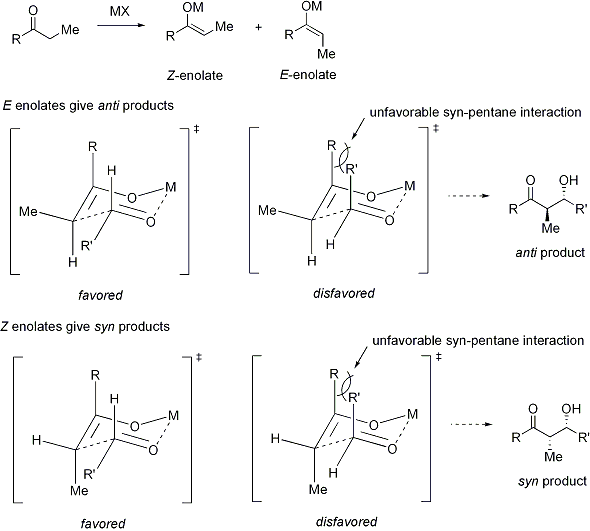
Spiegazione del modello di Zimmerman-Traxler. La stereoselettività è data dalla preferenza della catena dell'aldeide ad assumere la posizione equatoriale nello stato di transizione.

## Reazioni analoghe
Sono note numerose reazioni analoghe alla condensazione aldolica, tutte basate sull'addizione di un nucleofilo al doppio legame C=O; ciò che cambia è la natura della specie nucleofila e del composto carbonilico; esempi sono la reazione di Perkin e la condensazione di Knoevenagel. La condensazione aldolica è una reazione comunemente riscontrata in biochimica, ad esempio rappresenta una delle tappe della glicolisi, precisamente la tappa reversibile della sintesi di-idrossiacetonfosfato e 3-fosfogliceraldeide (o gliceraldeide-3-fosfato) a partire dal fruttosio 1,6-bisfosfato.
Le aldeidi che non posseggono α-idrogeni acidi danno invece origine, in presenza di una base forte, ad una reazione di dismutazione nota come reazione di Cannizzaro.